# Лошнів
Ло́шнів — село в Україні, у Теребовлянській міській громаді Тернопільському районі Тернопільської області. Населення — 1270 осіб (2021). До 2015 орган місцевого самоврядування — Лошнівська сільська рада

## Географія
Село розташоване на березі річки Гнізна, у місці впадання в неї річки Боричівка. Знаходиться на відстані 7 км від залізниці Тернопіль-Теребовля.

## Історія
Археологічні дослідження свідчать про те, що територія села була заселена ще в VI—X ст. до н. е. Тут також знайдено рештки давнього городища, різні знаряддя праці: кам'яні сокири, ручні рубила, бронзові та залізні наконечники для списів тощо. Це вказує, що поселення належить до часів палеоліту.
Згадується 6 грудня 1445 року в книгах галицького суду.
У 1888 році в селі було збудовано церкву. У 1999 її розписував український художник Бурд Ярослав Антонович.
За часів польської окупації село заселили поляки. Етнічний склад Лошніва за переписом 1935 року: 3200 — поляки, 523 — українці, 31 — євреї. У 1945 році в Лошневі поселили жінок та дітей, які вціліли під час бійні у Павлокомі.
12 червня 2020 року, відповідно до розпорядження Кабінету Міністрів України № 724-р «Про визначення адміністративних центрів та затвердження територій територіальних громад Тернопільської області» увійшло до складу Теребовлянської міської громади.
19 липня 2020 року, в результаті адміністративно-територіальної реформи та ліквідації Теребовлянського району, село увійшло до складу Тернопільського району.

## Політика

### Парламентські вибори, 2019
На позачергових парламентських виборах 2019 року у селі функціонувала окрема виборча дільниця № 610847, розташована у приміщенні будинку культури.
Результати
- зареєстровано 927 виборців, явка 81,34%, найбільше голосів віддано за «Слугу народу» — 35,34%, за Всеукраїнське об'єднання «Батьківщина» — 13,92%, за «Голос» — 9,10%.[8] В одномандатному окрузі найбільше голосів отримала Алла Стечишин (самовисування) — 95,99%, за Миколу Люшняка (самовисування) — 1,10%, за Ігоря Сопеля (Слуга народу) — 0,69%[9].

## Релігія
- церква Різдва Пресвятої Богородиці (1880-ті; мурована; УГКЦ)
- костел святого Яна з Кентів (1873).

Церква Різдва Пресвятої Богородиці, ПЦУ
Сучасний храм Різдва Пресвятої Богородиці — перебудований Будинок культури.
Найбільші жертводавці: Володимир Федчишин, Іван Пришляк, Микола Грибик, Михайло Кобель, Степан Осарчук, Іван Мельничук, Володимир Олійник, Діонозій Петрович, Володимир. Сирляк, Віктор Тимощук, Зиновій Весельський, Євген Скіп, Марія Мідяник, Любов Мішук, Катерина Барицька, Павліна Іваніцка, Марія Щипанська, Євгенія Капуста, Надія Анто-нюк та багато інших.
Парохи: о. Валерій Пашко (1991), о. Петро Душний, о. Степан Татарин, о. Михайло Ковта (з серпня 2008).

## Пам'ятки природи
- Ботанічні пам'ятки природи місцевого значення «Група екзотів» та «Лошнівська бучина».
- Гідрологічна пам'ятка природи місцевого значення «Кам'яна Криниця».
- Комплексна пам'ятка природи місцевого значення «Дівоча Гора» (на північний схід від села).

## Пам'ятники

### Пам'ятник Тарасові Шевченку
Пам'ятка монументального мистецтва місцевого значення. Розташований біля церкви напроти будинку культури.
Встановлений 1914 р. Робота самодіяльних майстрів.
Матеріал — Камінь.
Хрест – 0,9 м, постамент – 2,7 м.

## Мікротопоніми
Назви піль: Бабільонія, Дівоча гора, Кривда, Новий Світ, Свиня

## Поширені прізвища
Альбрехт, Бабчишин, Бомбас, Відзя, Ганчар, Джус, Кашицький, Кордзак, Лящинський, Матла, Миськів, Мушинський, Пасіка, Претентор, Свірський, Сухецький, Шингера, Шупер, Панас, Щепанський

## Відомі люди
- Панцьо Стефанія Єлисеївна (нар. 1946) — українська діалектологиня.
- Пасіка Іван Миколайович (1891—1968) — український греко-католицький священник.
- Чура Сергій Васильович (1986—2015) — солдат Збройних сил України, учасник російсько-української війни[14].

## Відео
- Краєвиди села [Архівовано 2 жовтня 2016 у Wayback Machine.]

## Галерея

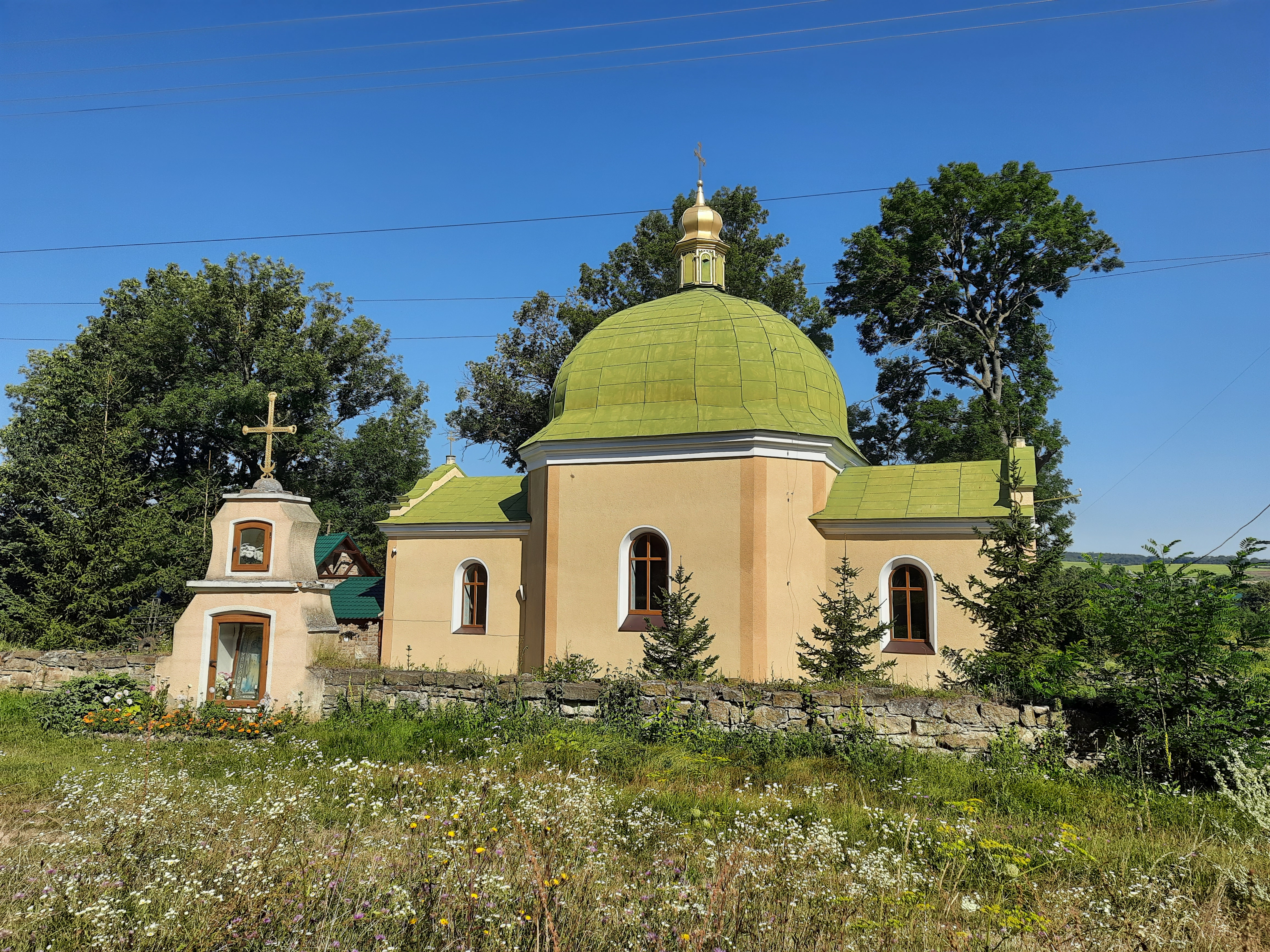
Церква Різдва Пресвятої Богородиці (1880-ті; УГКЦ)
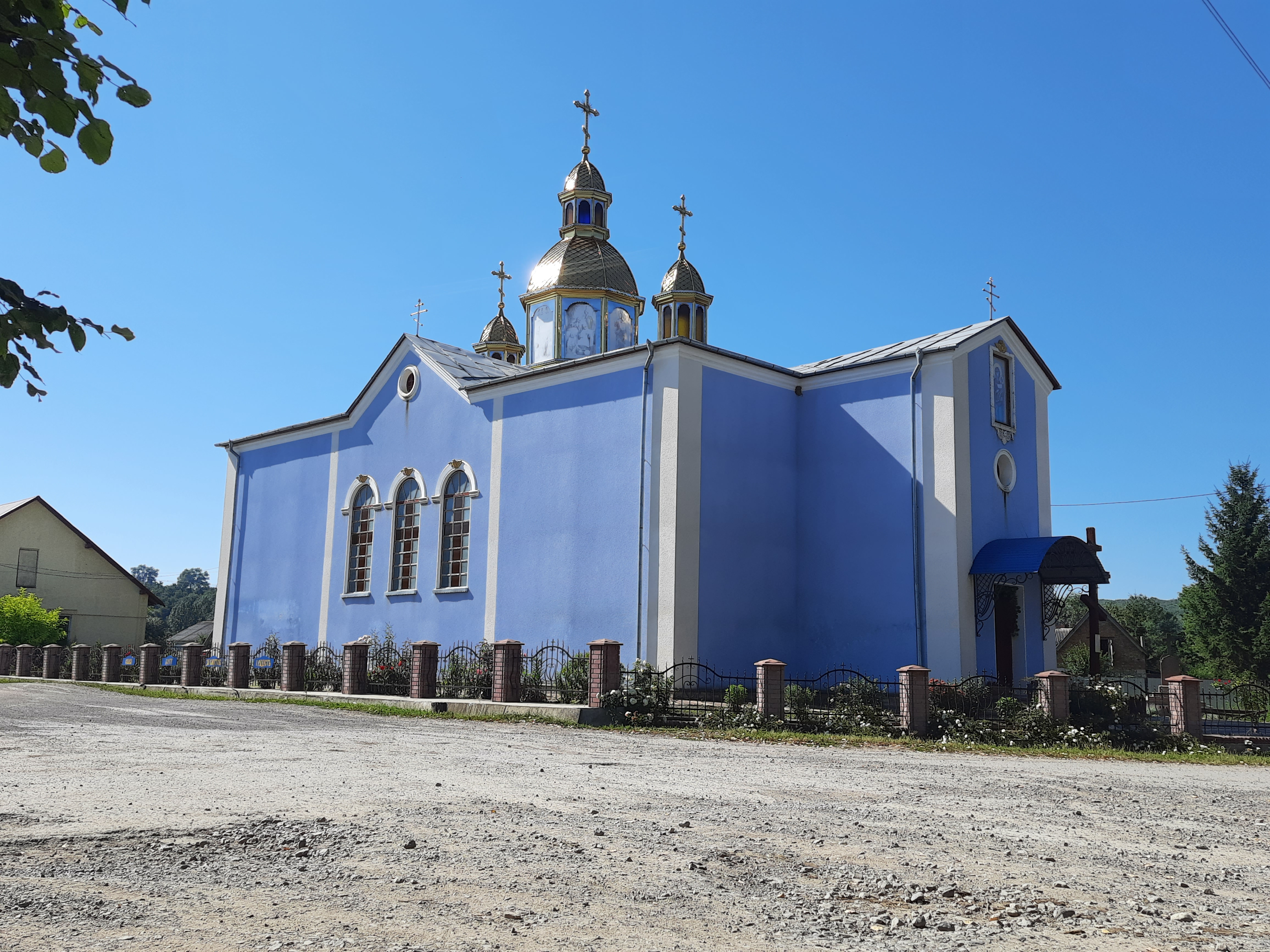
Церква Різдва Пресвятої Богородиці, ПЦУ
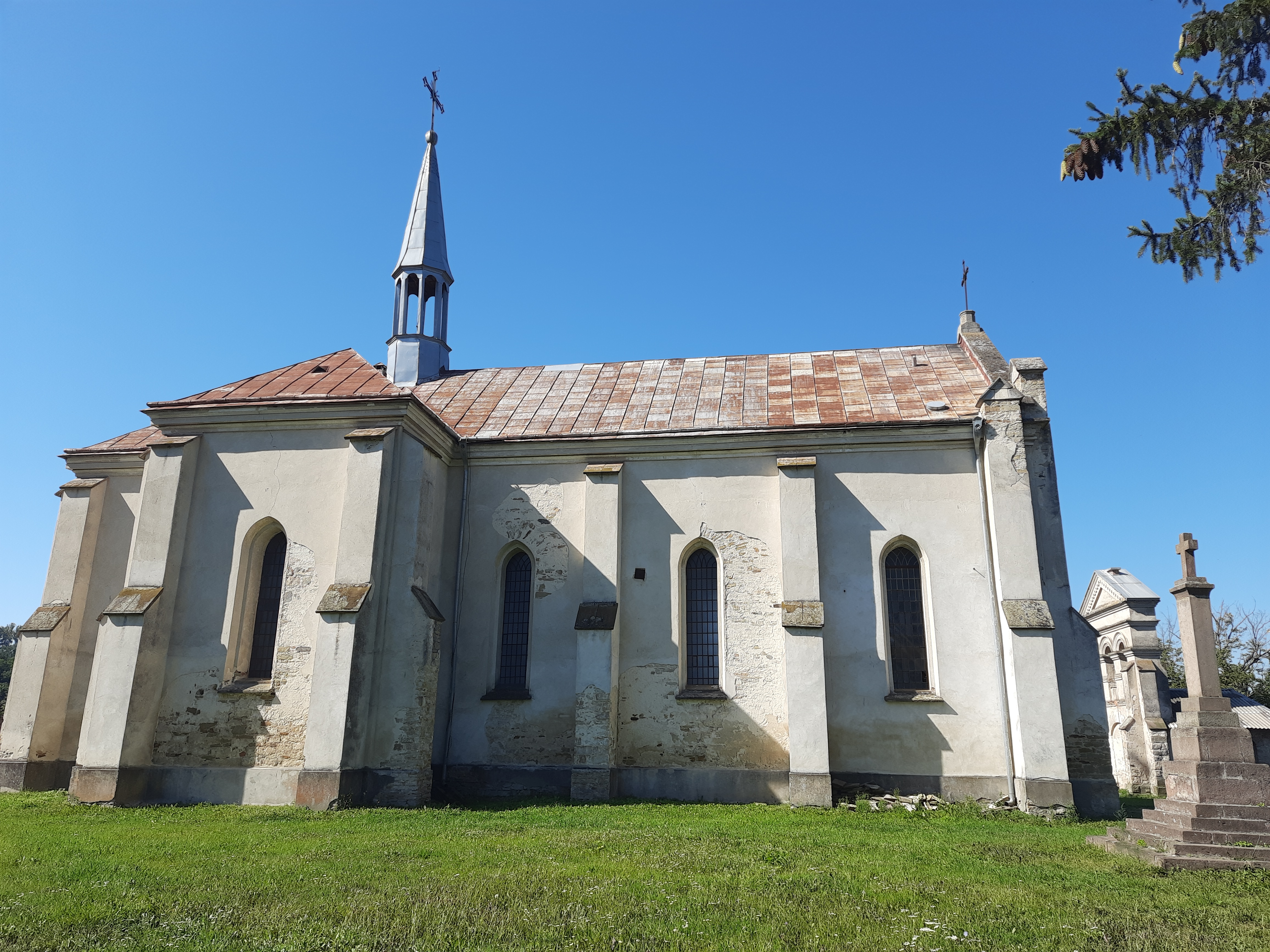
Костел святого Яна з Кентів
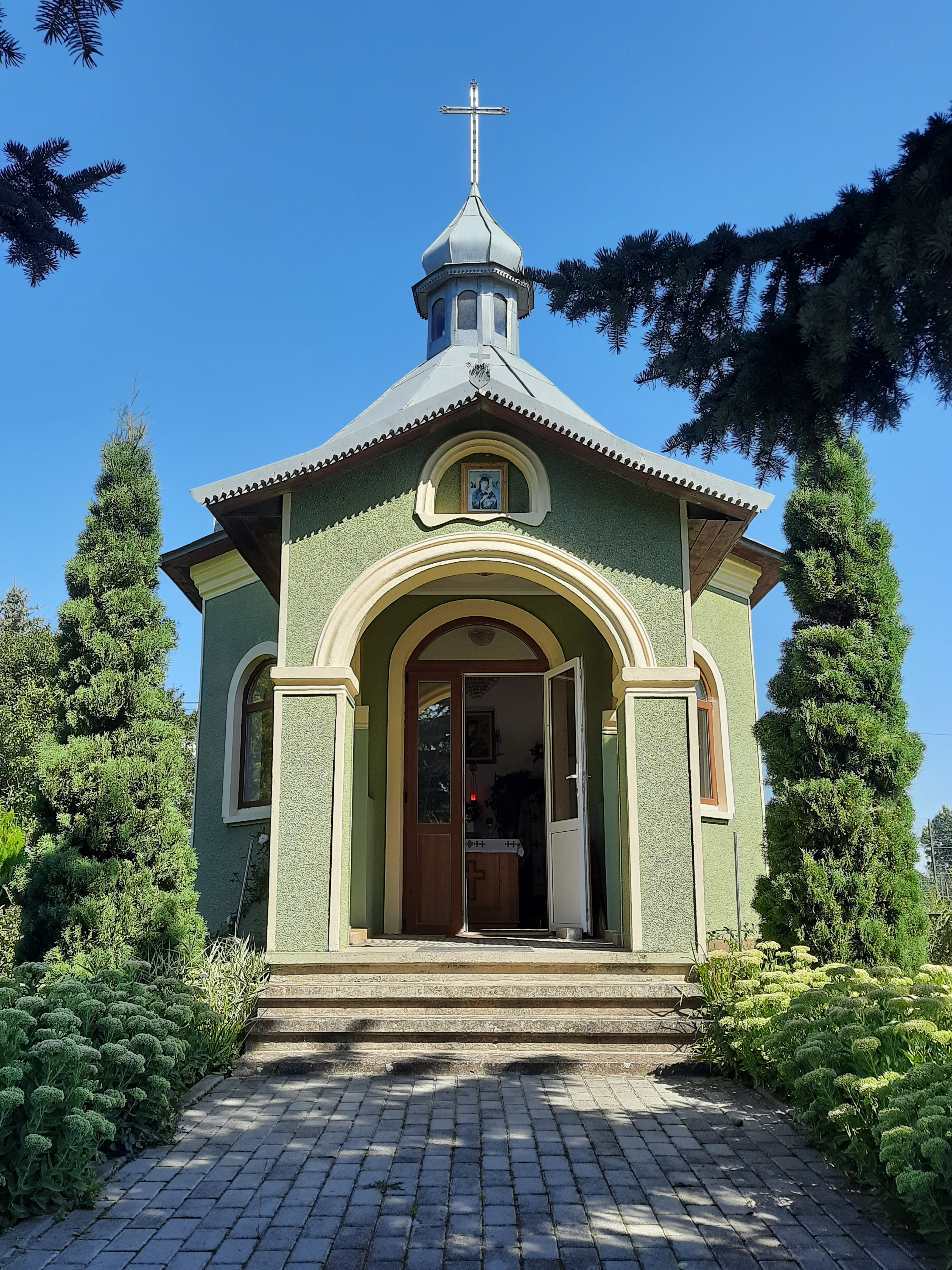
Капличка
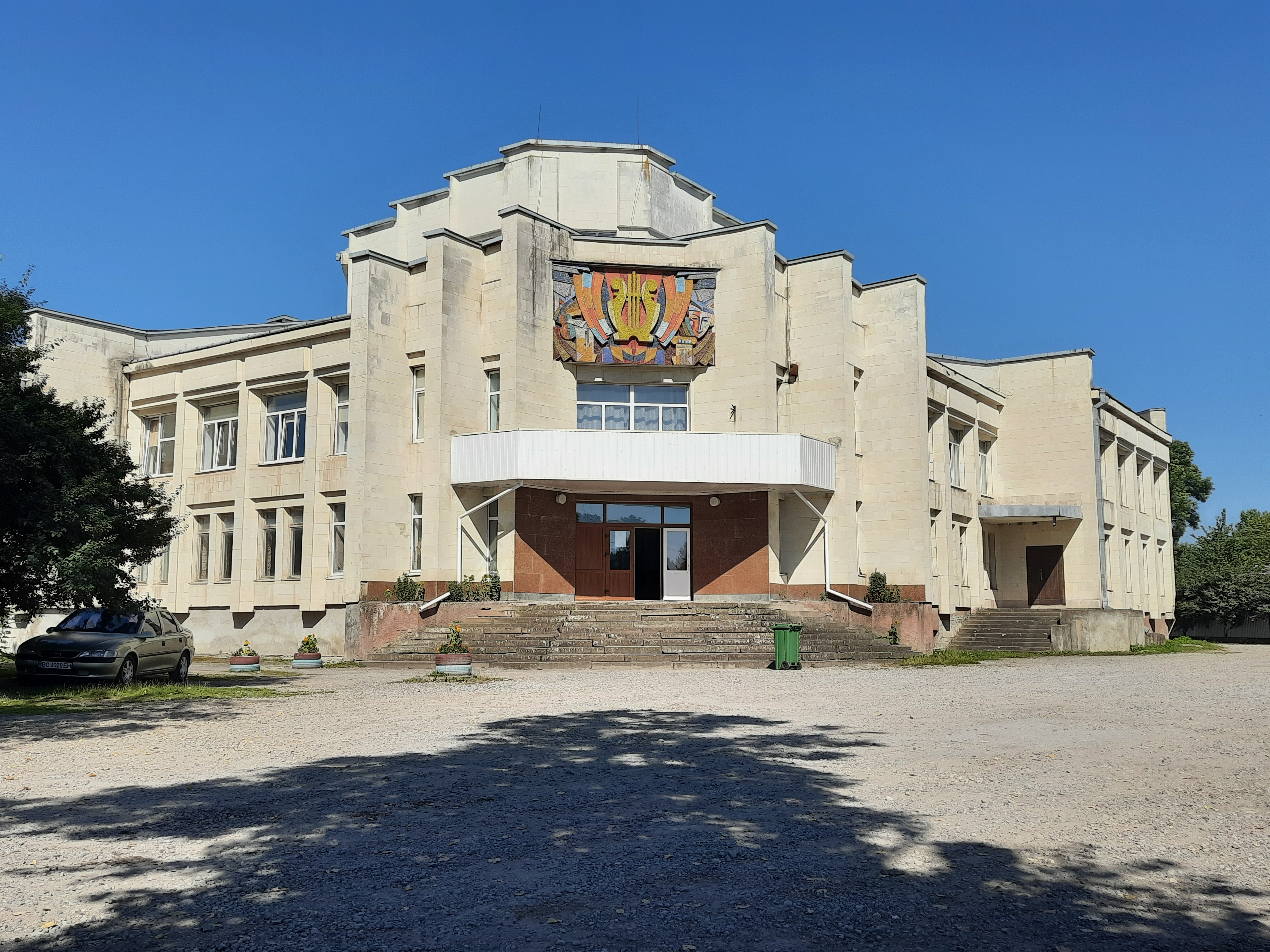
Будинок культури